# تئودوریک بزرگ
تئودوریک بزرگ (به گوتیک :Þiudareiks، لاتین :Flāvius Theodericus، یونانی :، Θευδέριχος، انگلیسی باستان :Þēodrīc، نروژی باستان :Þjōðrēkr یا Þīðrēkr، فرانسوی :Théodoric) (زادهٔ ۴۵۴/۴۵۵ میلادی - مرگ ۳۰ اوت ۵۲۶) پادشاه استروگوت‌ها، فرمانروای ایتالیا، نائب‌السلطنه‌ی ویزیگوت‌ها بود.
تئودوریک، با نام دیتریک، قهرمان افسانه‌های ژرمن است.

## ریشه‌شناسی نام
Þiudareiks در زبان گوتیک به معنای فرمانروای مردمان است.

## زندگی

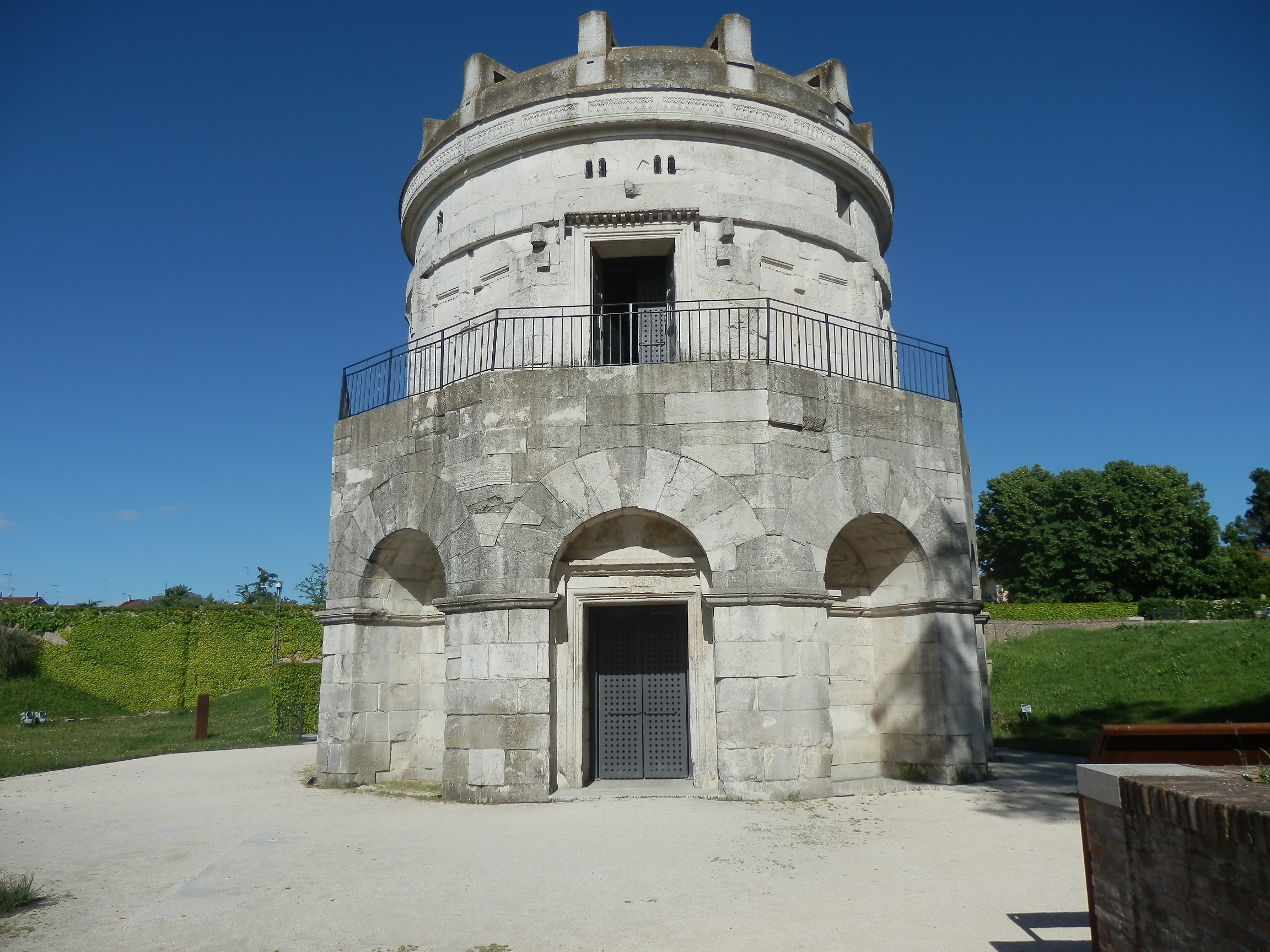
مقبرهٔ تئودوریک بزرگ در راونا

تئودوریک در نزدیکی دریاچه نویزیدلر زاده شد. پدرش تئودمیر شاه استروگوت‌ها بود. وی را در نوجوانی به عنوان گروگان به قسطنطنیه فرستادند. او در دربار امپراتوری روم شرقی آموزش‌هایی دید. در ۴۸۴ در نزد رومیان به مقام کنسولی رسید و به زودی به نزد مردمان خویش برگشت. در ۴۸۸ او پادشاه اوستروگوت‌ها شد.
اوستروگوت‌ها نیاز به سرزمینی برای زندگی داشتند، از این رو زنون، امپراتور روم شرقی آنان را تحریک کرد تا در ۴۸۸ میلادی به مرزهای امپراتوری روم غربی كه به دست ژرمن‎ها افتاده‌بود، بتازند. تئودوریک در ۴۹۳ میلادی شهر راونا را گشود. در همان سال با اودوآکر پادشاه روم غربی پیمان صلحی را بست. به شادباش این پیمان جشنی برپا شد؛ در میانه‌ی همین بزم بود که تئودوریک، اودوآکر را در حالی که به سلامتیَش باده می‌نوشید، با دستان خویش کشت.
وی با خواهر کلوویس یکم، پادشاه فرانک‌ها ازدواج کرد و بدین‌سان با آنان متحد شد. در ۵۲۳ او بخش جنوبی بورگونی را نیز به مرزهای خود افزود.